# June Pointer
June Antoinette Pointer, född 30 november 1953 i Oakland i Kalifornien, död 11 april 2006 i Los Angeles i Kalifornien, var en amerikansk sångerska, främst känd som en av The Pointer Sisters. Hon var den yngsta av sex barn till pastorsföräldrarna Elton och Sarah Pointer.

## Privatliv
June Pointer var gift 1978–1991 med William Oliver Whitmore II, men hade inga barn. Hon var beroende av kokain under en stor del av sin karriär och fick lämna gruppen 2004.

## Död
Den 27 februari 2006 drabbades June Pointer av en stroke. När hon var inlagd på sjukhuset fick hon diagnosen cancer, som spridit sig i hennes bröst, tjocktarm, lever och skelett. Hon dog på UCLA Medical Center i Santa Monica den 11 april 2006 vid 52 års ålder.

## Diskografi

### Solo
Studioalbum
- 1983 – Baby Sister
- 1989 – June Pointer

Singlar
- 1983 – "Don't Mess With Bill"
- 1983 – "Ready For Some Action"
- 1988 – "Take Good Care Of You And Me" (med Dionne Warwick och Jeffrey Osborne)
- 1989 – "Tight On Time (I'll Fit U In)"